# Valdemar II. Vítězný
Valdemar II. Vítězný (28. června 1170? – 28. března 1241) byl dánský král, syn prvního představitele dynastie Valdemarů na dánském královském stolci Valdemara I.

## Vláda
Valdemar II. začal vládnout roku 1202 po smrti svého staršího bratra Knuta VI. a stal se jedním z nejvýznamnějších dánských králů – během jeho vlády dosáhla dánská expanze svého vrcholu a Dánsko mělo vliv na celou oblast Baltu, hlavně Estonska. Na podporu této expanze došlo k přesunu moci z Jutska na Sjælland. Valdemar II. ovládl Holštýnsko, potvrdil vládu nad Šlesvickem a 15. června 1219 dobyl Estonsko v bitvě u Lyndanisse (dnešní Tallinn). Během této bitvy podle pověsti spadla z nebe dánská vlajka.
V roce 1225 pak byl Valdemar II. se synem zajat Jindřichem Zvěřínským (původcem tohoto zajetí byl však císař Fridrich II. Štaufský). Na podporu propuštění Valdemara vystupoval i papež Honorius III., a tak císař pod podmínkou vzdání se Holštýnska Valdemara propustil. Valdemar již v prosinci 1225 smlouvu prohlásil za neplatnou a Dánové začali sbírat vojsko. Jejich spojencem se stal rod Welfů a v roce 1227 došlo mezi oběma stranami k bitvě u Bornhövedu, v níž byl Valdemar kvůli zradě sedláků poražen a také přišel o oko. Tato bitva znamenala konec jeho snah o rozšíření území.

### Vnitřní politika
Valdemar se poté zaměřil na domácí záležitosti. Jednou ze změn, které zavedl, bylo to, že majetek věnoval těm, kteří chápali, že mu dluží své služby. To zvýšilo moc šlechtických rodin (højadelen) a zlepšilo to pozici také nižší šlechty (lavadelen). Svobodní rolníci přišli o svá tradiční práva a privilegia z vikinské éry.
Zbytek života Valdemar strávil prací na právním kodexu Jyske Lov („Jutské právo“) který platil až do roku 1683. Ten byl schválen na sněmu šlechty v Vordingborgu v roce 1241, těsně před Valdemarovou smrtí. 
Valdemar II. je pochován v klášteře Ringsted vedle svých dvou manželek.

## Manželství a potomci
V roce 1205 se v Lübecku oženil s dcerou českého krále Přemysla Otakara I. Markétou, která při té příležitosti přijala jméno Dagmar. Ta zemřela při porodu druhého syna v roce 1212 nebo 1213. Valdemar II. v roce 1218 zvolil svého nejstaršího syna svým spoluvládcem. Roku 1231 byl princ při lovu v Refsnæsu smrtelně postřelen.
V roce 1214 se Valdemar oženil podruhé, s Berengarií Portugalskou. Ta mu porodila čtyři děti – dceru a tři syny, kteří všichni usedli na dánský trůn.
- Erik (1216–1250), od roku 1231 následník trůnu a od roku 1241 král; ∞ 1239 Juta Saská; v roce 1250 popraven stětím
- Žofie (1217–1247), ∞ 1225 braniborský markrabě Jan I.
- Abel (1218–1252), od roku 1231 vévoda šlesvický, od roku 1250 dánský král; ∞ Mechtylda Holštýnská
- Kryštof (1219–1259), od roku 1231 vévoda Lollandu a Falsteru, od roku 1252 dánský král; ∞ 1248 Markéta Sambiria